# 9·19 공동성명
9.19 공동성명(9.19 共同聲明)은 제4차 6자 회담 중 2005년 9월 19일 조선민주주의인민공화국이 모든 핵무기를 파기하고 NPT, IAEA로 복귀한다는 약속을 한 것이다. 또한 한반도 평화협정, 단계적 비핵화, 조선민주주의인민공화국에 대한 핵무기 불공격 약속, 북미 간의 신뢰구축 등을 골자로 하는 선언이다.

## 중국
2005년의 4차 6자회담의 의장국은 중국으로서, 6자간에 이견이 심해져서 최종 타결이 힘들어지자, 더이상의 초안 수정을 금지하고, 일방적으로 조선민주주의인민공화국과 미국을 몰아붙여, 결국 최종타결을 이루어 내었다.
이 결과를 이끌어낸 주역으로, 미국 부시 행정부의 콘돌리자 라이스 국무장관과 크리스토퍼 힐 6자회담 미국대표, 한국 노무현 정부의 정동영 통일부 장관, 천영우 6자회담 한국대표가 있다. 정동영 장관은 장관시절 자신의 최대의 업적이라고 말했다.

## 중유제공
1994년 제네바 합의의 중유제공 아이디어가 이번 합의에도 채택되었다. 그러나 중유는 품질과 가격이 천차만별이다.

## 대북송전
이 성명에서 대한민국은 조선민주주의인민공화국에 매년 200만 킬로와트의 대북송전을 무상으로 제공하기로 하였다. 이에 대해, 한나라당에서는 30년간 19조원의 비용에, 한국전력공사의 전력손실비가 별도로 추가되어, 천문학적인 퍼주기라고 비난했다. 매년 200만 킬로와트란 당초 KEDO가 지어주려던 조선민주주의인민공화국의 100만 킬로와트 신포 원자로 2기가 생산하는 분량이다.
이 성명에서는 대한민국이 매년 200만 킬로와트의 직접 대북송전 말고도 경수로 무상제공은 별도로 규정되었다.

## 협약 파기
조선민주주의인민공화국은 미국 독립기념일인 2006년 7월 4일(미국시각)에 대포동 2호의 1차 발사를 하여 협약을 공식적으로 파기했다. 대포동에서 대포동 2호 1발과 깃대령 851 부대에서 노동 1호와 스커드 미사일 5발을 발사했다. 이어 2006년 10월 9일 1차 핵실험을 단행하여, 9·19 공동성명을 공식적으로 파기하였다.

## 협약이행 재논의
2013년 미국 오바마 행정부의 존 케리 국무장관은 대한민국과 중화인민공화국을 방문하여 9·19 공동성명의 재이행 의사를 천명하였다.

## 연표
- 2005년 9월 19일 - 4차 6자회담 919 공동성명 체결
- 2005년 12월 15일 - 제17차 남북장관급회담에서 북한은 '3대 장벽'의 제거를 요구했다. 북한 대표단이 남한 현충원에 참배했는데, 남한사람들이 북한 현충원에 참배하는 것을 금지하고 있다는 점을 문제제기했다.
  - 정치: 상대방에 대한 비난 중지, 상대방 인사 방문지 제한 금지
  - 군사: 한미합동군사연습 중단
  - 경제: 전략물자 수출통제 해제
- 2006년 5월 25일 - 한미연합전시증원연습과 독수리 훈련이 실시되었다. 북한은 919 공동성명 위반이라고 항의했다. "미국은 핵무기 또는 재래식 무기로 북한을 공격할 의사가 없다는 것을 확인한다"는 규정이 있다. 한미연합훈련에는 미국의 재래식 공격무기인 항공모함, 전투기, 구축함이 동원되며, 미국 군함에는 공격무기인 핵무기가 탑재되어 있다. 한국과 미국은 매년 변함없이 북한의 공격에 대한 방어훈련이라고 주장하나, 북한은 공격용 재래식 무기와 공격용 핵무기를 갖고 와서 훈련하는데 그것이 어떻게 방어훈련일 수가 있느냐면서 중대한 군사도발이기 때문에 군사적으로 보복하겠다고 매년 주장한다.
- 2006년 7월 4일 - 조선민주주의인민공화국 대포동 2호 최초발사
- 2006년 8월 - 한미연합훈련인 UFG을지프리덤가디언훈련이 실시되었다. 1976년부터 매년 8월에 실시하고 있다. 북한이 항상 군사도발이라고 비난하는 훈련이다.
- 2006년 10월 9일 - 조선민주주의인민공화국 1차 핵실험
- 2007년 2월 11일 - 조선민주주의인민공화국이 중유 200만톤을 요구했다는 일본의 보도에, 천영우 본부장은 부인했다. 1994년 제네바 합의에서 조선민주주의인민공화국이 미국한테 받아낸 50만톤 보다 4배의 요구다.[1]
- 2007년 2월 15일 - 존 볼턴 등 미국 보수파들이 6자회담 결과에 불만 표시. 1994년 제네바 합의의 재탕이라고 비판[2] 비핵화의 대가로 중유를 제공하는 것은 1994년 제네바 합의의 아이디어이다.
- 2007년 8월 3일 - 한국의 5만톤 중유 제공이 완료되었다. 유황 2.5%인 저유황 중유로 톤당 400달러이다. 보험료와 운송비 등을 포함해 모두 222억원이며, SK에너지의 울산항 전용부두에서 선박으로 공급했다.[3] 남북협력기금 예비비에서 충당했다.
- 2007년 12월 22일 - 조선민주주의인민공화국에 제공된 중유가 저품질이라 주민들의 불만이 많다는 보도가 있었다.[4]
- 2008년 6월 27일 - 성 김 국무부 한국과장 참관하에 영변 5메가와트 원자로 냉각탑 폭파
- 2008년 11월 13일 - 미국이 중유 5만톤 선적을 완료했다. 일본은 납북자 송환이 없다며 중유 제공을 반대해 일본 부담분 5만톤을 미국이 대신 선적한 것이다. 원래 미국 부담 5만톤은 한국이 대신 공급하기로 하고 미국은 중유 5천톤에 해당하는 소형 발전기만 제공하기로 했다. 1994년 제네바 합의로 8년간 350만톤의 중유를 제공하였으나 2002년 제2차 북핵위기로 합의가 파기된 경험 때문에, 미국은 조심스러운 입장이다.[5] 당초 일본 대신 호주나 EU를 고려했으나, 미국이 대신 중유를 부담하기로 했다.[6] 5개국은 모두 100만톤의 중유(5천억원 정도)를 지원하기로 하였다.[7]
- 2009년 3월 17일 - 조선민주주의인민공화국이 중유 지원이 지연된다며, 영변 핵시설 불능화 속도를 늦추었다.[8]
- 2013년 4월 15일 - 미국 존 케리 국무장관은 9ㆍ19 공동성명 공약을 이행할 준비가 돼있다고 말했다.
- 2013년 6월 28일 - 한중 정상회담의 결과로 한중 미래비전 공동성명이 채택되었다. 한국과 중국은 919 공동성명의 이행을 촉구했다.
- 2013년 7월 2일 - 북한은 919 공동성명을 자신들이 먼저 위반한 것이 아니고, 한국, 미국, 일본이 먼저 위반을 해서 북한도 더 지키지 않고 있다고 주장했다. 공동성명에는 "행동 대 행동"이라고 규정되어 있다.
- 2013년 9월 2일 - 러시아 외무장관은 6자회담이 진전되기를 바란다고 말했다.[9]

## 같이 보기
- 6자 회담
- 1993년 3월 1차 북핵위기 - 1994년 제네바 합의
- 2002년 10월 2차 북핵위기 - 2005년 9·19 공동성명
- 2013년 2월 3차 북핵위기